# Anton Shibalov
Pas d'image ? Cliquez ici
Anton Yuryevich Shibalov (en russe : Антон Юрьевич Шибалов), né le 24 avril 1984 à Moscou, est un pilote de rallyes russe, spécialiste de rallyes-raids en camions. 

## Palmarès

### Rallye Dakar
| Année | Catégorie | Marque | Position | Victoires d'étapes |
| ----- | --------- | ------ | -------- | ------------------ |
| 2014  | Camion    | KamAZ  | 5e       | -                  |
| 2017  | Camion    | KamAZ  | 19e      | -                  |
| 2018  | Camion    | KamAZ  | Abandon  | -                  |
| 2020  | Camion    | KamAZ  | 2e       | 3                  |
| 2021  | Camion    | KamAZ  | 2e       | 2                  |